# 릿토역
릿토역(일본어: 栗東駅, りっとうえき 릿토우에키[*])은 일본 시가현 릿토시에 위치한 서일본 여객철도의 역이다.

## 역 구조
상대식 승강장으로 2면 2선의 지상역이다. 역사는 고가 위에 설치되어 있다. 개찰구는 1곳만 있다. 분기기, 절대신호를 가지고 있지 않으며, 서일본 여객철도 교통 서비스의 위탁 운영을 받고 있다.
| 1 | ■ 비와코 선 (상행) | 야스·마이바라·나가하마 방면 |
| 2 | ■ 비와코 선 (하행) | 구사쓰・교토・오사카 방면   |

## 승차량 변동
| 회사      | 승차 인원 | 승차 인원 | 승차 인원 | 승차 인원 | 승차 인원 | 승차 인원 | 승차 인원 | 승차 인원 | 주 석 |
| 회사      | 1993년    | 1994년    | 1995년    | 1996년    | 1997년    | 1998년    | 1999년    | 2000년    | 주 석 |
| --------- | --------- | --------- | --------- | --------- | --------- | --------- | --------- | --------- | ----- |
| JR 서일본 | 3975      | 4356      | 4816      | 5179      | 5565      | 6230      | 6648      | 6985      | [ 1 ] |
| 회사      | 2001년    | 2002년    | 2003년    | 2004년    | 2005년    | 2006년    | 2007년    | 2008년    |       |
| JR 서일본 | 7218      | 7376      | 8178      | 8779      | 9642      | 10308     | 10844     | 11503     | [ 1 ] |

## 역사
- 1991년 3월 16일: 도카이도 본선 (비와코 선) 모리야마역 ~ 구사쓰역 간에 신설 개업하였다.
- 2003년 11월 1일: 이코카 사용이 개시되었다.

## 인접정차역
| 서일본 여객철도 도카이도 본선 | 서일본 여객철도 도카이도 본선 | 서일본 여객철도 도카이도 본선 |
| ----------------------------- | ----------------------------- | ----------------------------- |
| 모리야마 마이바라 방면        | ■ 비와코 선 보통              | 구사쓰 히메지 방면            |